# Emmy (chanteuse)
Pour les articles homonymes, voir Emmy (homonymie).
Emmy Kristine Guttulsrud Kristiansen, plus connue sous le mononyme Emmy, est une auteure-compositrice-interprète norvégienne, née le 13 septembre 2000 à Holmestrand.
Elle représente l'Irlande au Concours Eurovision de la Chanson 2025 avec la chanson Laika Party.

## Biographie
Emmy vient de Sande, village de la commune de Holmestrand, situé au sud de la Norvège. Enfant, elle chante notamment dans une chorale.
Après que son frère aîné Erlend ait participé à l'émission musicale pour jeunes MGPjr diffusée par la NRK en 2011, elle y participe à son tour en 2015 avec la chanson Aiaiaiai.
En 2021, elle prend part au Melodi Grand Prix 2021, la sélection nationale norvégienne pour le Concours Eurovision de la chanson 2021. Lors de la troisième demi-finale, elle se qualifie pour la finale avec son titre Witch Woods. En finale, elle ne parvient pas à se classer dans le top quatre. Elle participe à nouveau au Melodi Grand Prix en 2024, en tant qu'auteure-compositrice de la chanson Woman Show de Mathilde SPZ, Chris Archer et Slam Dunk.
En plus de son travail de composition, elle gagne peu à peu un public en dehors de son pays d'origine grâce à son compte TikTok, où elle possède actuellement plus d'un million d'abonnés.
En janvier 2025, elle est annoncée comme participante au Late Late Show Eurosong Special, la sélection nationale irlandaise pour le concours Eurovision de la chanson 2025. Le 7 février, elle est choisie pour représenter l'Irlande au Concours Eurovision de la chanson 2025 avec la chanson Laika Party, écrite en collaboration avec un auteur-compositeur irlandais. Elle participe à la deuxième demi-finale du 15 mai, mais ne parvient pas à se qualifier pour la finale.

## Discographie

### Singles
- 2015: Aiaiaiai
- 2016: Bjørnar
- 2016: Frightened of Lightning
- 2018: Jeg ser at du har ringt
- 2019: The Little Boy
- 2019: Er det du som har tatt den?
- 2020: Gunnar
- 2020: If Only
- 2021: Witch Woods
- 2021: Collection
- 2021: Brilleskille (with Ole Hartz)
- 2021: Some Say
- 2022: Venus (Why Don’t We Run)
- 2022: Juliet
- 2022: Dear Sandman
- 2022: Dear Santa
- 2023: Just a Ghost
- 2023: DotA (avec J.O.X)
- 2023: She
- 2023: Haunting You
- 2024: Vil ha dig (avec Unge Lama)
- 2024: Lose My Love
- 2024: Dancing Alone
- 2024: Om du var min (avec J.O.X)
- 2024: Ain’t Nobody (avec Braaten)
- 2024: The Hanging Tree (avec Braaheim et Ilyaa)
- 2024: Boten Anna (avec J.O.X and Hubbe)
- 2024: Behind Blue Eyes (avec Braaheim et Ilyaa)
- 2024: Say You Love Me (avec Braaheim et Ilyaa)
- 2024: Lie to Me
- 2024: Monster
- 2024: Left Outside Alone
- 2025: Mom Is Home (avec K-391 et Nick Strand)
- 2025: Laika Party